# Unione Democratica degli Ungheresi di Voivodina
L'Unione Democratica degli Ungheresi di Voivodina (ungherese:Vajdasági Magyarok demokratikus közössége - serbo:Демократска заједница војвођанских Мађара) è un partito politico presente in Serbia, rappresentante della minoranza ungherese della Voivodina.
È stata fondata nel 1999 da András Ágoston. È attualmente presieduto da Áron Csonka.